# منتخب اليونان لكرة الطائرة للرجال
منتخب اليونان الوطني لكرة الطائرة للرجال (باليونانية: Εθνική Ελλάδας)‏ هو ممثل اليونان الرسمي في المنافسات الدولية في كرة طائرة في فئة كرة الطائرة للرجال.